# Armero (gabinete)

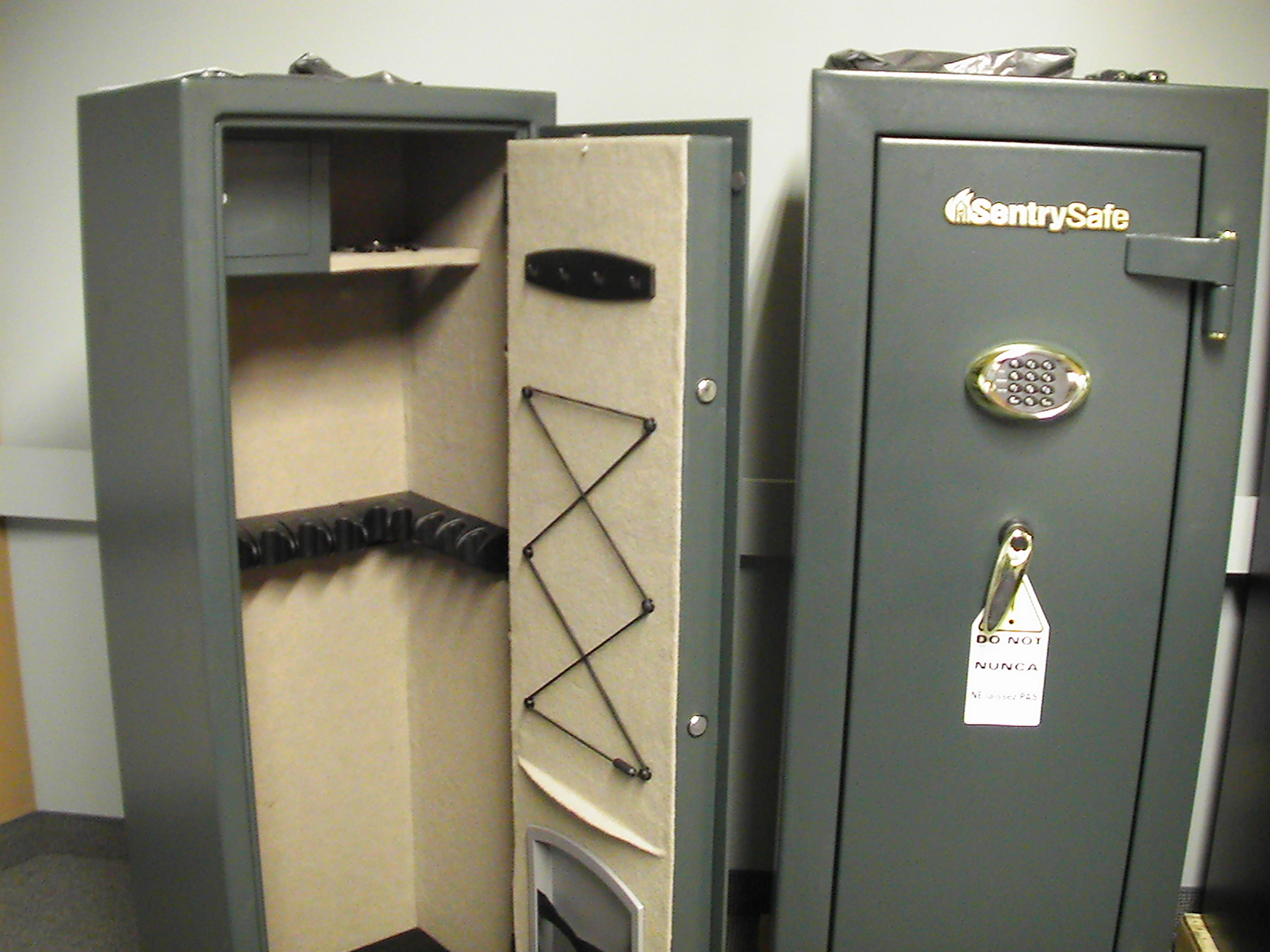
Armero metálico

 Un armero o gabinete de armas es un contenedor para almacenamiento seguro y protector de una, o más, armas de fuego, y, o munición para esas armas. Un armero se utiliza principalmente para impedir el acceso a personas no autorizadas, para una protección antirrobo, y, en armeros más robustos,  para proteger el contenido del daño que podría recibir durante una inundación, un incendio, o un desastre natural.  
La prevención de acceso es obligación por ley en muchos sitios, debiendo ser el gabinete de metal con cerradura de seguridad. Los armeros de metal han reemplazado en gran parte los antiguos armeros de madera  utilizados de forma general durante décadas, a pesar de que algunos armeros modernos están hechos para parecerse a tales gabinetes de madera.

## Características
Algunos armeros pueden incluir características de seguridad adicional como protección  contra el fuego o el agua, una cerradura de combinación, una cerradura digital, o identificación con huella dactilar.
Hay disponibles cerraduras electrónicas así como cerraduras mecánicas  para distintos modelos de armeros.  La fiabilidad más alta es la de las cerraduras mecánicas, a pesar de que  son a menudo más farragosas de abrir que las cerraduras electrónicas.  Algunos armeros usan la tecnología de tornillo de apriete hecho de un metal resistente para asegurar la protección segura de su contenido contra una apertura forzada. Otros armeros que proporcionan protección única contra choque, robo o acceso indeseado de miembros jóvenes de la familia o invitados, mientras otros armeros proporcionan protección adicional contra el fuego, inundaciones y otros desastres naturales.
Hay armeros con recubrimiento exterior de madera (tipo mueble) sirven  para un propósito principalmente decorativo con la finalidad de parecer los antiguos armeros de madera en los que se guardaban las armas, con una barra (o una cadena) atravesando de lado a lado. Se pueden crear armeros-bóveda en una habitación dedicada o en un armario de la casa. En el caso de habitaciones pueden tener a veces un uso uso dual como armeros y como habitación segura o habitación de pánico, que puede utilizarse como refugio de emergencia en el caso de un tornado o un huracán.
Algunos armeros están diseñados para ser escondidos de la vista detrás de paredes falsas o también detrás de un armario. Los mencionados son escondrijos a veces utilizados para esconder los armeros seguros, a pesar de que sencillamente instalando un armero metálico dentro de un armario ya existente se pueden conseguir muchas de las ventajas citadas (camuflaje) para impedir que los intrusos sean conscientes de la existencia del mismo.